# Estemmenosuchidae
Los estemmenosúquidos (Estemmenosuchidae) son una familia extinta de terápsidos dinocéfalos que vivieron en el período Pérmico en lo que ahora es Rusia.

## Características

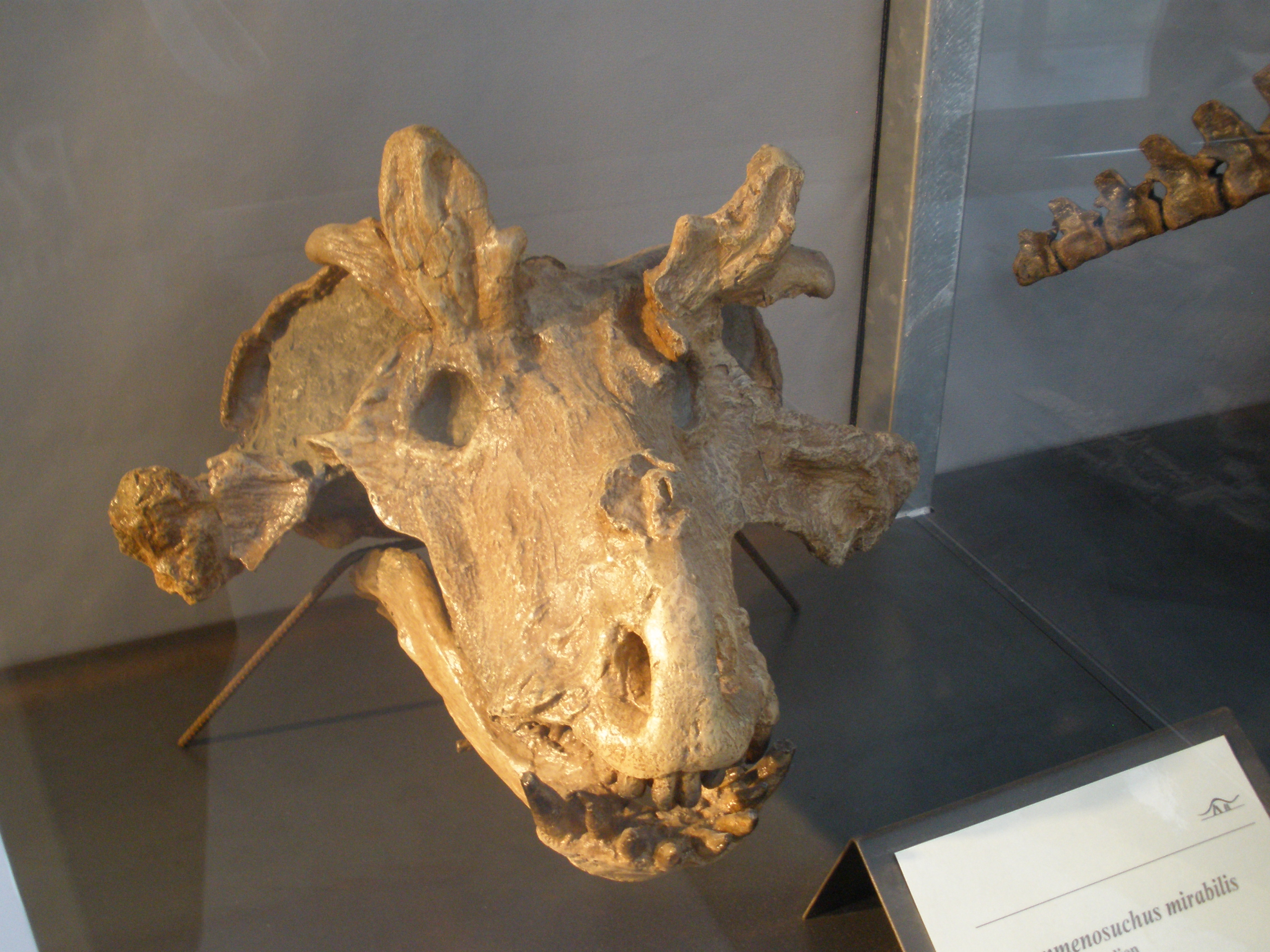
Cráneo de Estemmenosuchus mirabilis.

Los estemmenosúquidos se encontraban entre los reptiles similares a mamíferos del Pérmico más característicos. Su gran cráneo estaba equipado con dos cuernos proyectados hacia arriba y hacia el exterior, que probablemente fueron utilizados para luchas con miembros de su misma especie. 
Los dientes incisivos y caninos eran grandes, pero los laterales se reducían, con una punta aserrada, y pueden haber ayudado a romper el material vegetal, a pesar de que eran demasiado pequeños para ser de gran utilidad. 
El cuerpo era grande y voluminoso, lo que indica que poseían un gran tubo digestivo para digerir los grandes volúmenes de vegetales con los que se alimentaban. El cráneo era superficialmente similar al de Styracocephalus, pero los «cuernos» se formaban a partir de diferentes huesos.

## Relaciones evolutivas
La familia pertenece al suborden Dinocephalia un grupo de terápsidos primitivos y diversos. Son los dinocéfalos más primitivos conocidos del Pérmico Medio. También, de forma inusual, para ser primitivos y haber surgido tempranamente, muestran adaptaciones propias de los herbívoros.
A causa de ello, existen dos interpretaciones de su relación evolutiva con otros dinocéfalos: Hopson y Barghusen en 1986, acuñaron el término Tapinocephalia para los dinocéfalos herbívoros en contraposición a Anteosauroidea para describir los carnívoros. Ellos sugirieron que los estemmenosúquidos eran miembros muy primitivos de Tapinocephalia.
Sin embargo, Thomas Kemp (1982) y Gillian King (1988) arguyeron en cambio que se trata de los dinocéfalos más basales, siendo más primitivos que Anteosauria y Tapinocephalia.